# 블라디미르 벡슬레르

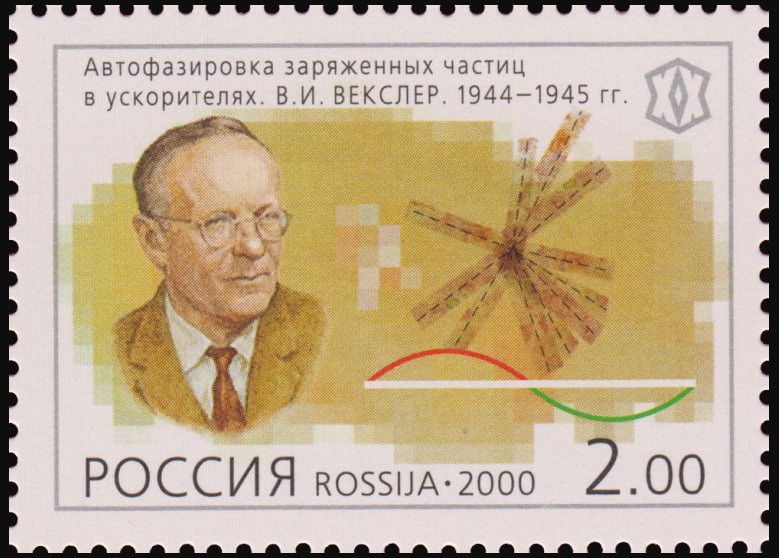

블라디미르 이오시포비치 벡슬레르(Владимир Иосифович Векслер, 1907년 3월 3일 러시아 제국 (현재 우크라이나) 지토미르 ~ 1966년 9월 22일 모스크바)는 러시아의 원자 물리학자이다. 모스크바의 레베데프 물리학 연구소 교수를 지냈다. 입자를 10억 전자 볼트급의 최고 에너지까지 가속할 수 있는 싱크로 사이클로트론의 원리를 생각해 내었다. 나아가서 100억 전자 볼트의 가속 장치 싱크로 파조트론의 설계를 하여 최고 에너지 가속 장치의 발전에 공헌하였다.